# Dicranomyia chalybeicolor
Dicranomyia chalybeicolor är en tvåvingeart som först beskrevs av Alexander 1954. Dicranomyia chalybeicolor ingår i släktet Dicranomyia och familjen småharkrankar.
Artens utbredningsområde är Myanmar. Inga underarter finns listade i Catalogue of Life.